# Ординське
Орди́нське (поширений варіант назви — «Ординськ», у розмовній мові також — «Ординка») — селище міського типу в Росії, адміністративний центр Ординського району Новосибірської області.

## Географія
Селище розташоване на березі Новосибірського водосховища, за 103 кілометри від міста Новосибірськ. Населення — 10055 чол. (за даними на 1 січня 2012 року).
Через населений пункт проходить автодорога К-17Р.

## Історія
Ординське було засноване російськими переселенцями з європейської частини Росії при злитті річок Об і Орда на початку XVIII століття, перша письмова згадка відноситься до 1721 року.
До початку XX століття Ординське стало одним з найбільших і найбагатших сіл  Томської губернії. Село спеціалізувалося на вирощуванні пшениці, жита, виробництві олії, тваринництві.
У січні 1950 року Рада міністрів СРСР ухвалила рішення про підготовку до будівництва Новосибірської ГЕС. У зв'язку з цим, зокрема, планувалося затоплення частини території районного центру і відповідно — масове переселення місцевих жителів на нове місце. На нову територію було перенесено понад 11000 різних будівель — 10 промислових, будівельних і транспортних підприємств, 4 школи, 8 медичних установ, 30 магазинів, їдалень, складів, 2 264 приватних будинки, всі будівлі державних і громадських установ, дитячі садки, бібліотеки. Ця подія прийшлася на 1956 рік, що вважається тепер датою другого народження Ординського.

## Населення
| 1917    | 1959    | 1970    | 1979  | 1989  | 2002    | 2007    |
| ------- | ------- | ------- | ----- | ----- | ------- | ------- |
| 5000    | ↗5557   | ↗7677   | ↗8986 | ↗9505 | ↗10 448 | ↗10 465 |
| 2009    | 2010    | 2012    | 2013  | 2014  | 2015    | 2016    |
| ↗10 780 | ↘10 256 | ↘10 055 | ↘9831 | ↘9662 | ↘9589   | ↗9616   |
| 2017    |         |         |       |       |         |         |
| ↗9727   |         |         |       |       |         |         |